# 斯捷潘·沃斯特列佐夫
斯捷潘·谢尔盖耶维奇·沃斯特列佐夫（俄语：Степан Сергеевич Вострецов，1883年12月29日—1932年5月2日），苏联军事指挥官，1905年加入俄罗斯社会民主工党，属孟什维克，参加第一次世界大战，1919年加入苏俄红军，1920年加入俄罗斯共产党，俄罗斯内战时期指挥镇压雅库特叛乱。后指挥远东共和国部队与佩佩利亚耶夫作战。内战后担任多支部队师长，中东路事件期间参与对中国的军事行动。1932年，他驾车撞到一位女性后自杀。